# OAV di Detective Conan
Elenco degli OAV basati sul manga Detective Conan, creato da Gōshō Aoyama nel 1994 e pubblicato in Giappone dalla Shogakukan nella rivista Weekly Shōnen Sunday.

## Storia
A seguito del successo della serie in patria, dal 2000 al 2012, dopo che erano già stati prodotti quattro dei film della serie animata, vennero prodotti annualmente (eccetto il 2001) una serie di OAV pubblicati insieme alla rivista Weekly Shōnen Sunday. In totale sono stati prodotti dodici OAV, tutti della durata di circa 30 minuti e autoconclusivi. Dal 2008 al 2012 sono stati prodotti altri sei OAV, collegati ai film, che sono usciti nello stesso giorno di questi ultimi. Dal dodicesimo al quindicesimo film erano chiamati Magic File: il Magic File 1 era una raccolta di episodi della serie televisiva pubblicata nel 2007, mentre il Magic File 2, il Magic File 3 e il Magic File 4 sono gli OAV collegati rispettivamente al dodicesimo, al tredicesimo e al quattordicesimo film, e quello del quindicesimo film è chiamato Magic File 2011. L'OAV collegato al sedicesimo film è invece chiamato Bonus File. Dal 2013 non è stato più prodotto alcun OAV e gli episodi collegati ai film sono stati trasmessi come parte della serie televisiva. Inoltre, negli OAV del 1999, tratti dalle storie brevi del manga Aoyama Gōshō tanpenshū, sono stati inseriti alcuni episodi con i personaggi di Detective Conan.

## OAV di Shōnen Sunday
| Nº | Titolo italiano Giapponese 「Kanji」 - Rōmaji | Pubblicazione       | Pubblicazione |
| Nº | Titolo italiano Giapponese 「Kanji」 - Rōmaji | Giapponese          |               |
| 1  | Conan vs Kid vs Yaiba 「コナンVSキッドVSヤイバ」 - Konan tai Kiddo tai Yaiba | 2000 n°46           |               |
| 1  | È tratto dal Capitolo speciale: Yaiba contro Kaito contenuto nel terzo volume di Kaito Kid, modificato per aggiungere i personaggi di Detective Conan. Kaito Kid invia un messaggio alla famiglia di Yaiba, annunciando la sua intenzione di rubare la Spada del Tesoro. Kogoro Mori viene assunto per impedire il furto, ma l'intera vicenda si rivela essere un sogno di Conan, che la sera prima aveva letto alcuni volumi del manga Yaiba. |                     |               |
| 2  | I 16 sospetti 「16人の容疑者」 - Jūroku nin no yōgisha | 2002 n°07           |               |
| 2  | Sequel del quarto film. Un giorno d'autunno, l'ispettore Shiratori invita i suoi amici - Conan, Kogoro, Ran, Sonoko, Heiji e Kazuha (venuti a visitare Tokyo), Eri, Megure, Sato (del tutto ristabilita dalle gravi ferite nel film), Takagi, Agasa, Ai e i Detective Boys - a una festa per celebrare il compimento della sua villa a Karuizawa, nella prefettura di Nagano, poco distante dalla sponda dello stagno Kumoba dove si trova anche la villa dei genitori di Shinichi, e far loro gustare una bottiglia di vino molto pregiato. La bottiglia viene però trovata rotta in mille pezzi nella cantina. Conan e Heiji cercano così di risolvere il caso. |                     |               |
| 3  | Conan, Heiji ed il ragazzo scomparso 「コナンと平次と消えた少年」 - Konan to Heiji to kieta shōnen | 2003 n°12           |               |
| 3  | Prequel del settimo film. |                     |               |
| 4  | Conan, Kid ed il Crystal Mother 「コナンとキッドとクリスタルマザー」 - Konan to Kiddo to Kurisutaru Mazā | 2004 n°14           |               |
| 4  | È stato tratto dal capitolo Crystal Mother, il primo del quarto volume di Kaito Kid, modificato per aggiungere i personaggi di Detective Conan. Dallo stesso capitolo sarà poi tratto anche l'undicesimo special animato di Kaito Kid. |                     |               |
| 5  | L'obiettivo è Kogoro! L'investigazione segreta dei giovani detective 「標的（ターゲット）は小五郎！！少年探偵団マル秘調査」 - Target (tāgetto) wa Kogorō! Shōnen Tanteidan maruchichōsa | 2005 n°17           |               |
| 5  | I Detective Boys devono svolgere un progetto per la scuola: studiare una giornata di lavoro di una persona. Decidono quindi di usare Kogoro e il suo lavoro di detective privato, come soggetto della ricerca e iniziano a seguirlo di nascosto. |                     |               |
| 6  | Caccia al diamante svanito! Conan ed Heiji vs Kid! 「消えたダイヤを追え!コナン・平次ｖｓキッド!」 - Kieta daiya o oe! Konan, Heiji tai Kiddo! | 15 marzo 2006 n°15  |               |
| 6  | Sequel del decimo film. |                     |               |
| 7  | Lettera di sfida da Agasa 「阿笠からの挑戦状」 - Agasa kara no chōsenjō | 13 marzo 2007 n°15  |               |
| 7  | Agasa sfida i Detective Boys a un gioco di caccia al tesoro. |                     |               |
| 8  | La detective studentessa liceale, il registro dei casi di Sonoko Suzuki 「女子高生探偵・鈴木園子の事件簿」 - Joshi no kōsei tantei, Suzuki Sonoko no jikenbo | 2008 n°15           |               |
| 8  | Sonoko sta scrivendo una sceneggiatura. Nel suo copione, avviene un omicidio e lei stessa deve risolvere il caso. |                     |               |
| 9  | 10 anni dopo 「10年後の異邦人」 - Jūnen go no i hōjin | 17 giugno 2009 n°20 |               |
| 9  | Conan ha ricevuto da Ai un antidoto all'APTX4869 per tornare Shinichi, ma dopo averlo preso scopre che apparentemente sono passati dieci anni e lui è ancora conosciuto come Conan pur essendo un adolescente. L'intera vicenda è in realtà un sogno. |                     |               |
| 10 | Kid nell'isola delle trappole | 2010 n°20           |               |
| 10 | Kaito Kid vuole rubare un diamante chiamato "Lacrime di Artemide" di proprietà del presidente di un albergo di lusso su un'isola deserta. Nella fuga viene trovato dai Detective Boys che lo credono Shinichi, e lui li asseconda per non essere scoperto. |                     |               |
| 11 | L'ordine segreto da Londra 「ロンドンからの秘指令」 - Rondon kara no hi shirei | 30 maggio 2011      |               |
| 11 | Collegato al caso di Londra che si svolge dal file 3 del volume 71 al file 1 del volume 72 (episodi da 616 a 621, da 667 a 671 secondo la numerazione italiana). Mentre Conan ed Agasa sono in viaggio a Londra, Ai decide di andare a dormire a casa di Ayumi, ma un uomo vestito di nero, che pare essere in combutta con Subaru Okiya, la pedina. Intanto, Mitsuhiko scopre che una piccola attrice statunitense assomiglia molto ad Ai e riceve una chiamata da Conan, il quale gli raccomanda di non far avvicinare Ai alla casa di Agasa. |                     |               |
| 12 | Il miracolo di Excalibur 「えくすかりばあの奇跡」 - Ekusukaribaa no kiseki | 24 maggio 2012 n°19 |               |
| 12 | È tratto dal manga Excalibur, una delle storie brevi di Gōshō Aoyama contenute in Aoyama Gōshō tanpenshū, modificata per aggiungere i personaggi di Detective Conan. |                     |               |
| 13 | La chiamata segreta di Amuro 「シークレット安室コール」 - Shīkuretto Amuro Kōru | 3 ottobre 2018 n°45 |               |
| 13 | [ 4 ] |                     |               |

### Sigle di chiusura
Ogni episodio speciale ha una sigla finale unica, la stessa utilizzata per la serie televisiva nel periodo in cui l'OAV è uscito. Finora solo il secondo OAV ha avuto una sigla di chiusura che era invece la sigla di apertura della serie: WINTER BELLS, decima sigla.
| N° | Titolo                                                                   | Artista              | Traduzione italiana                                      |
| -- | ------------------------------------------------------------------------ | -------------------- | -------------------------------------------------------- |
| 1  | Natsu no maboroshi (夏の幻?)                                             | GARNET CROW          | "Illusione estiva"                                       |
| 2  | WINTER BELLS                                                             | Mai Kuraki           | "Campane invernali"                                      |
| 3  | Ashita o yume mite (明日を夢見て?)                                       | ZARD                 | "Sognando il domani"                                     |
| 4  | Nemuru kimi no yokogao ni hohoemi o (眠る君の横顔に微笑みを?)            | U-ka saegusa IN db   | "Sognare il tuo profilo sorridente"                      |
| 5  | Wasurezaki (忘れ咲き?)                                                   | GARNET CROW          | "Ricominciare a fiorire"                                 |
| 6  | Kanashii hodo anata ga suki (悲しいほど 貴方が好き?)                     | ZARD                 | "Più mi piaci, più è triste"                             |
| 7  | Shiroi yuki (白い雪?)                                                    | Mai Kuraki           | "Neve bianca"                                            |
| 8  | Yuki doke no ano kawa no nagare no yō ni (雪どけのあの川の流れのように?) | U-ka saegusa IN db   | "Come il fiume scorre quando la neve si sta sciogliendo" |
| 9  | DOING ALL RIGHT                                                          | GARNET CROW          | "Facendo bene"                                           |
| 10 | HELLO MR.MY Yesterday                                                    | Hundred Percent Free | "Ciao sig. il mio ieri"                                  |
| 11 | Tsukiyo no itazura no mahō (月夜の悪戯の魔法?)                           | BREAKERZ             | "Magia dispettosa nella notte illuminata dalla luna"     |
| 12 | Overwrite (オーバーライト?)                                              | BREAKERZ             | "Scrivere sopra"                                         |

### Secret File
Dopo le uscite con Shōnen Sunday, i primi nove OAV sono stati raccolti in quattro DVD, chiamati Secret File e pubblicati da Toho. Il titolo di ogni DVD è Meitantei Conan Secret File Vol. (名探偵コナン SECRET FILE Vol.?) seguito dal numero.
| Secret File Vol.# | Episodi | Data di pubblicazione | Fonte |
| ----------------- | ------- | --------------------- | ----- |
| 1                 | OAV 1–3 | 24 marzo 2006         | [ 5 ] |
| 2                 | OAV 4–5 | 24 marzo 2006         | [ 6 ] |
| 3                 | OAV 6–7 | 4 aprile 2008         | [ 7 ] |
| 4                 | OAV 8–9 | 9 aprile 2010         | [ 8 ] |

## OAV collegati ai film
| Nº | Titolo italiano Giapponese 「Kanji」 - Rōmaji | Pubblicazione  | Pubblicazione |
| Nº | Titolo italiano Giapponese 「Kanji」 - Rōmaji | Giapponese     |               |
| 1  | Detective Conan Magic File 「名探偵コナン Magic File」 - Meitantei Conan Magic File | 11 aprile 2007 |               |
| 1  | DVD che raccoglie gli episodi da 132 a 134 e 196 della numerazione originale. |                |               |
| 2  | Detective Conan Magic File 2 - Shinichi Kudo e il misterioso caso del muro e del labrador nero 「名探偵コナン Magic File 2 ～工藤新一 謎の壁と黒ラブ事件～」 - Meitantei Conan Magic File 2 ~Kudō Shin'ichi - Nazo no kabe to kuro rabu jiken~ | 19 aprile 2008 |               |
| 2  | Narra di una vicenda successa tre anni prima, in primavera, cui si fa riferimento nel dodicesimo film. Shinichi deve dimostrare l'innocenza di un impiegato accusato del recente omicidio di sua nonna, pugnalata da un ladro nella sua ricca casa a Kamakura, e quindi costantemente sorvegliato da due agenti, e intanto litiga con Ran. Naturalmente, essendo ancora un dilettante, riesce a risolvere questo caso grazie all'aiuto di suo padre. La testimone oculare è una giovane donna che suona la chitarra. |                |               |
| 3  | Detective Conan Magic File 3 - Shinichi e Ran - I ricordi dei pezzi del mahjong e del Tanabata 「名探偵コナン Magic File 3 ～新一と蘭・麻雀牌と七夕の思い出～」 - Meitantei Conan Magic File 3 ~Shin'ichi to Ran - Maajan pai to Tanabata no omoide~ | 18 aprile 2009 |               |
| 3  | Prequel del tredicesimo film. Kogoro perde come sempre al gioco del mahjong e intanto Ran racconta al proprietario del locale della festa di Tanabata di nove anni prima, quando era in seconda elementare, e di Shinichi e un ex compagno di classe innamorato di lei. Questo episodio è stato ripubblicato nel secondo disco dell'edizione in DVD in due dischi del tredicesimo film, detta Special Edition (スペシャル・エディション?, Supesharu Edishon) e pubblicata da Being con l'etichetta B-vision il 25 novembre 2009. |                |               |
| 4  | Detective Conan Magic File 4 - L'odissea dell'okonomiyaki di Osaka 「名探偵コナン Magic File 4 ～大阪お好み焼きオデッセイ～」 - Meitantei Conan Magic File 4 ~Ōsaka okonomiyaki odessei~ | 17 aprile 2010 |               |
| 4  | Sequel del quattordicesimo film, ambientato il giorno dopo la fine. A Osaka, Conan, Heiji e Kazuha tentano di arrivare in tempo in un piccolo ristorante trovato da Heiji un mese prima, nel tredicesimo film, per mangiare okonomiyaki, prima che Conan e Ran debbano tornare a Tokyo, ma si ritrovano più volte bloccati in diversi modi e Conan si ritrova così a stomaco vuoto. Questo OAV ha una sigla finale: Hello Mr. My Yesterday degli Hundred Percent Free, la stessa usata in quel periodo per la serie televisiva e per l'OAV di Shōnen Sunday. Questo episodio è stato ripubblicato nel secondo disco dell'edizione home video in due dischi del quattordicesimo film, detta Special Edition (スペシャル・エディション?, Supesharu Edishon), pubblicata da Being il 17 novembre 2010 in versione DVD o Blu-ray Disc per quanto riguarda il primo disco ma sempre con un DVD come secondo. |                |               |
| 5  | Detective Conan Magic File 2011 - Il capriccio souvenir Niigata-Tokyo 「名探偵コナン Magic File 2011 ～新潟～東京 おみやげ狂騒曲～」 - Meitantei Conan Magic File 2011 ~Niigata ~ Tōkyō omiyage kapurichio~ | 16 aprile 2011 |               |
| 5  | Sequel del quindicesimo film, è ambientato il giorno dopo la fine, quando i protagonisti sono tornati a Tokyo ed Heiji è andato a trovare Conan dopo aver sentito le notizie sull'incidente. Il souvenir comprato a Niigata dai bambini per la maestra Kobayashi e quello comprato da Sonoko per Makoto Kyogoku sono stati scambiati, e Heiji cerca di capire come è avvenuto, ma viene battuto da Conan, così scambia il souvenir comprato da Ran per Shinichi con quello di Kogoro per Yoko Okino, ovvero una scatoletta di orecchini. Anche questo OAV ha una sigla finale: Jūgoya Crisis ~Kimi ni aitai~ (十五夜クライシス ～君に逢いたい～?, Jūgoya Kuraishisu ~Kimi ni aitai~, lett. "Crisi della notte di luna piena ~Voglio incontrarti~") degli Hundred Percent Free, usata in precedenza per la serie televisiva. Questo episodio è stato ripubblicato nel secondo disco dell'edizione home video in due dischi del quattordicesimo film, detta Special Edition (スペシャル・エディション?, Supesharu Edishon), pubblicata da Being con l'etichetta B-vision il 23 novembre 2011 in versione DVD o Blu-ray Disc per quanto riguarda il primo disco ma sempre con un DVD come secondo. |                |               |
| 6  | Detective Conan - Bonus File - Il fiore del fantasista 「名探偵コナン BONUS FILE ファンタジスタの花」 - Meitantei Konan - Bonus File - Fantajisuta no hana | 14 aprile 2012 |               |
| 6  | Narra di una vicenda successa alla scuola media Teitan durante l'estate di due anni prima, cui si fa riferimento nel sedicesimo film. Shinichi, che era allora in terza media, aiuta una kōhai, trasferitasi da una scuola media di Yokohama, a entrare nel suo club di calcio come attaccante. La sigla finale è Kanashimi hodo kyō no yūhi kirei dane (悲しみほど 今日の夕陽きれいだね? lett. "Paragonato alla tristezza, il tramonto di oggi è più bello") dei grram, la stessa usata in quel periodo per la serie televisiva. Questo episodio è stato ripubblicato nel secondo disco dell'edizione home video in due dischi del quattordicesimo film, detta Special Edition (スペシャル・エディション?, Supesharu Edishon), pubblicata da Being il 21 novembre 2012 in versione DVD o Blu-ray Disc per quanto riguarda il primo disco ma sempre con un DVD come secondo. |                |               |

## Aoyama Gōshō tanpenshū
Negli OAV tratti dal manga Aoyama Gōshō tanpenshū sono state inserite storie con i personaggi di Detective Conan.
La prima è intitolata Sandē 19show - Samayoeru akai-chō (サンデー19show さまよえる赤い蝶? Show di domenica 19 - La girovagante farfalla rossa) ed è la seconda delle tre storie del primo OAV, pubblicato 17 marzo 1999, ed è tratta dal manga, ma modificata per sostituire i protagonisti con Yusaku Kudo e Yukiko Fujimine prima che si sposassero. In questo episodio, Yusaku riceve telefonate da una donna che lo sfida con indovinelli a capire dove si trova. La donna è Yukiko e questo è uno dei loro primi appuntamenti. Il luogo dove si incontrano è il Go Show Cinema (gioco di parole con il nome dell'autore, che può essere trascritto anche Goushou), dove vengono proiettati i film che costituiscono le altre due storie.
La seconda è una storia creata appositamente per gli OAV, intitolata Yozora ni tobitatsu jū-ko no wakusei (夜空に飛び立つ10個の惑星? Volo verso i dieci pianeti del cielo) ed è la seconda delle quattro del secondo OAV, pubblicato il 22 dicembre 1999. In questo episodio Yusaku e Yukiko si sono sposati e lui ha iniziato la carriera di scrittore di gialli, ma lascia spesso incompiuti i suoi lavori scappando. Questa volta è scappato lasciando un indovinello per Yukiko, come aveva fatto lei nella seconda storia del primo OAV. Yukiko cerca una soluzione con l'aiuto di Shinichi, qui ancora un bambino piccolo.
La terza storia è la settima e ultima del secondo OAV, intitolata Nazo no satsujin keikaku (謎の殺人計画? Il misterioso piano di omicidio) o "Making of Detective Conan" (ＭＡＫＩＮＧ ＯＦ 名探偵コナン?, MAKING OF Meitantei Conan). In questo breve episodio di sette minuti i personaggi di Detective Conan (e precisamente Conan Edogawa e i Detective Boys) si muovono su sfondi reali ripresi dal vivo: gli studi della TMS Entertainment e le zone vicine, in cui si vedono gli animatori e i doppiatori al lavoro. I Detective Boys sentono alcune persone che parlano di un piano per un omicidio, ma scoprono che si tratta in realtà degli sceneggiatori della TMS che preparano un episodio.